# ژربرا (سرده)
ژربرا  (انگلیسی: Gerbera) نام سرده‌ای از  کاسنیان است که اولین بار توسط کارل لینه‌ توصیف شد. مهمترین گونه این سرده ژربرا است.

## نگارخانه

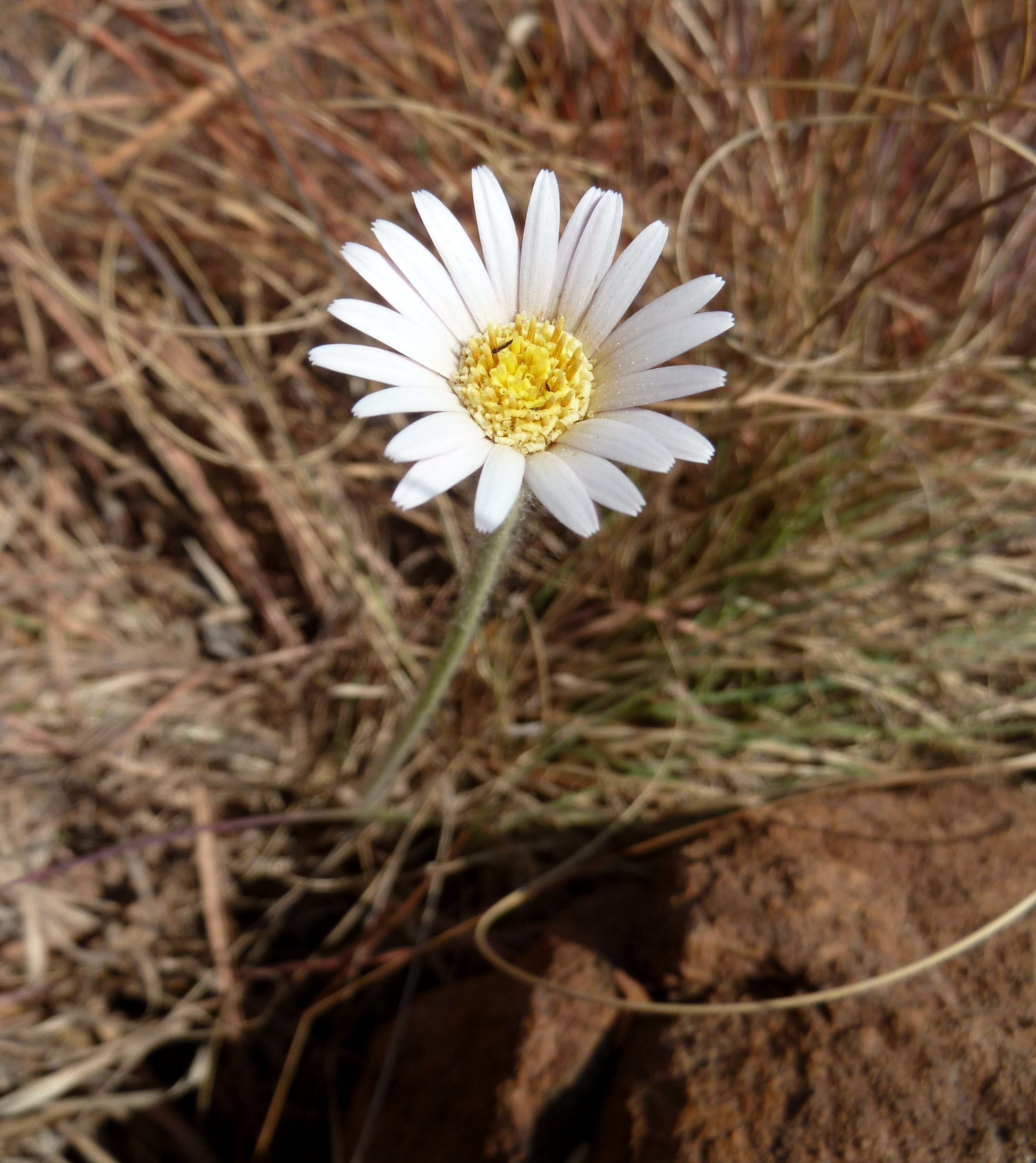
گربرا ویریدیفولیا
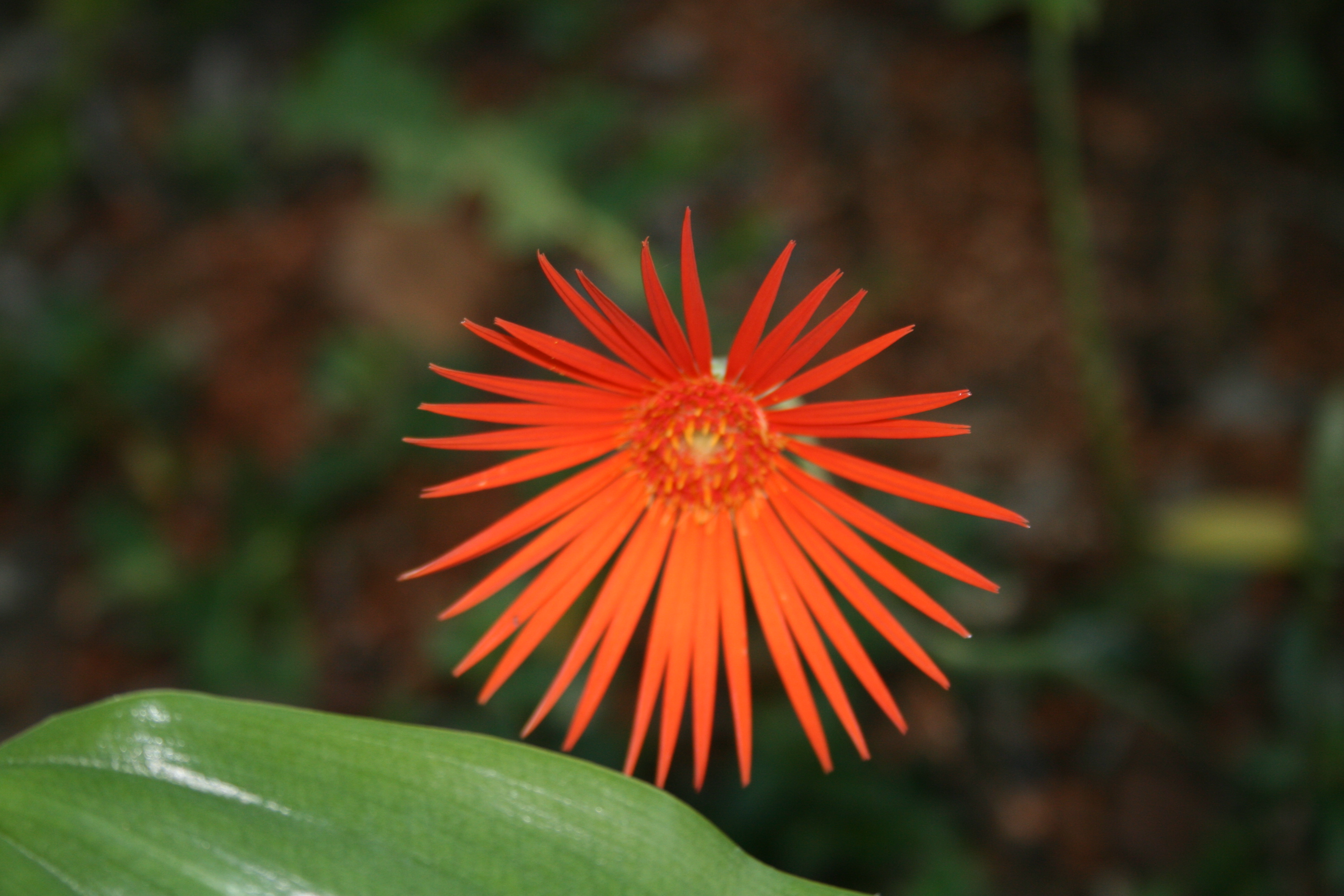
زروبرا جیمسونی
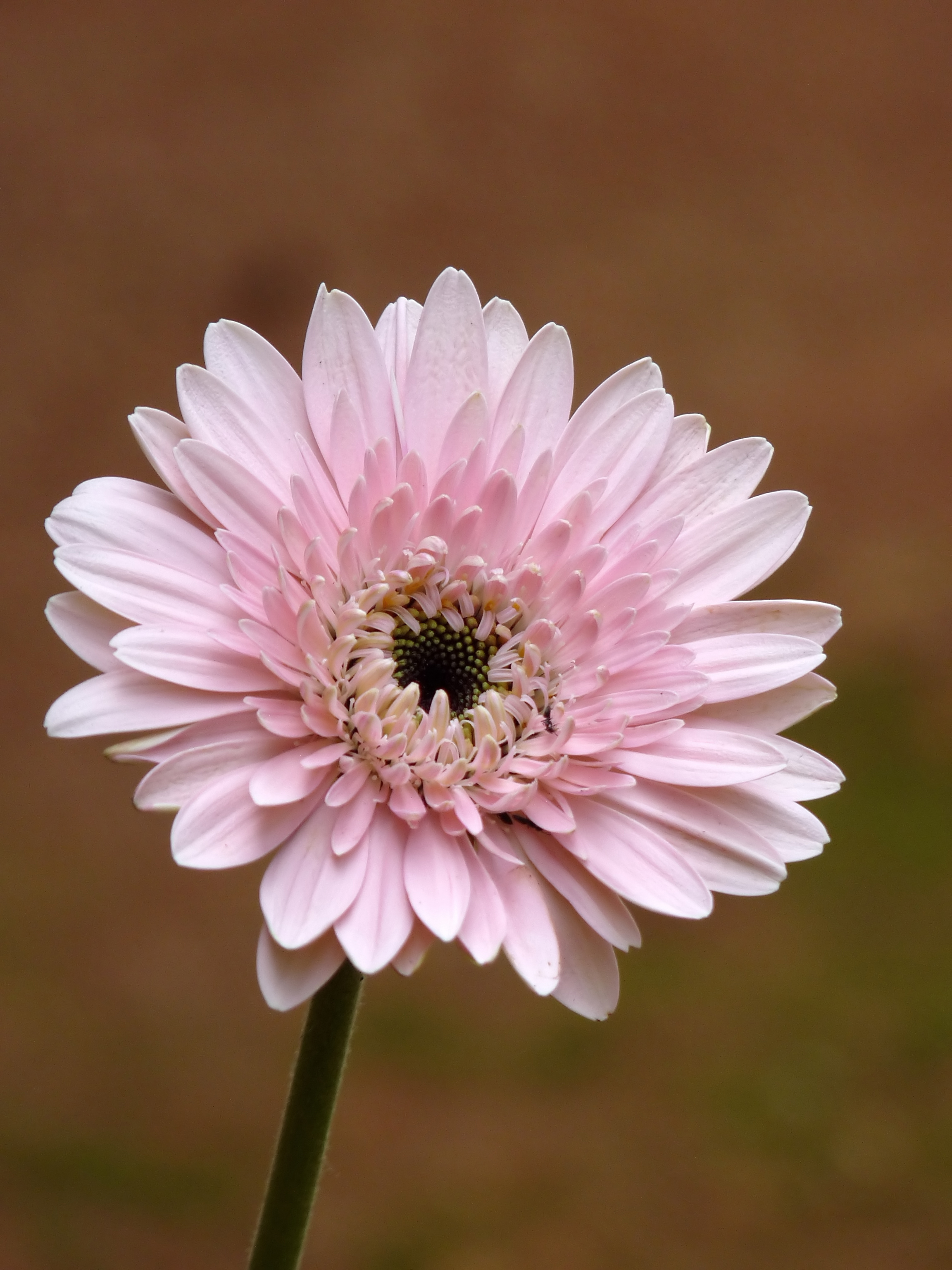
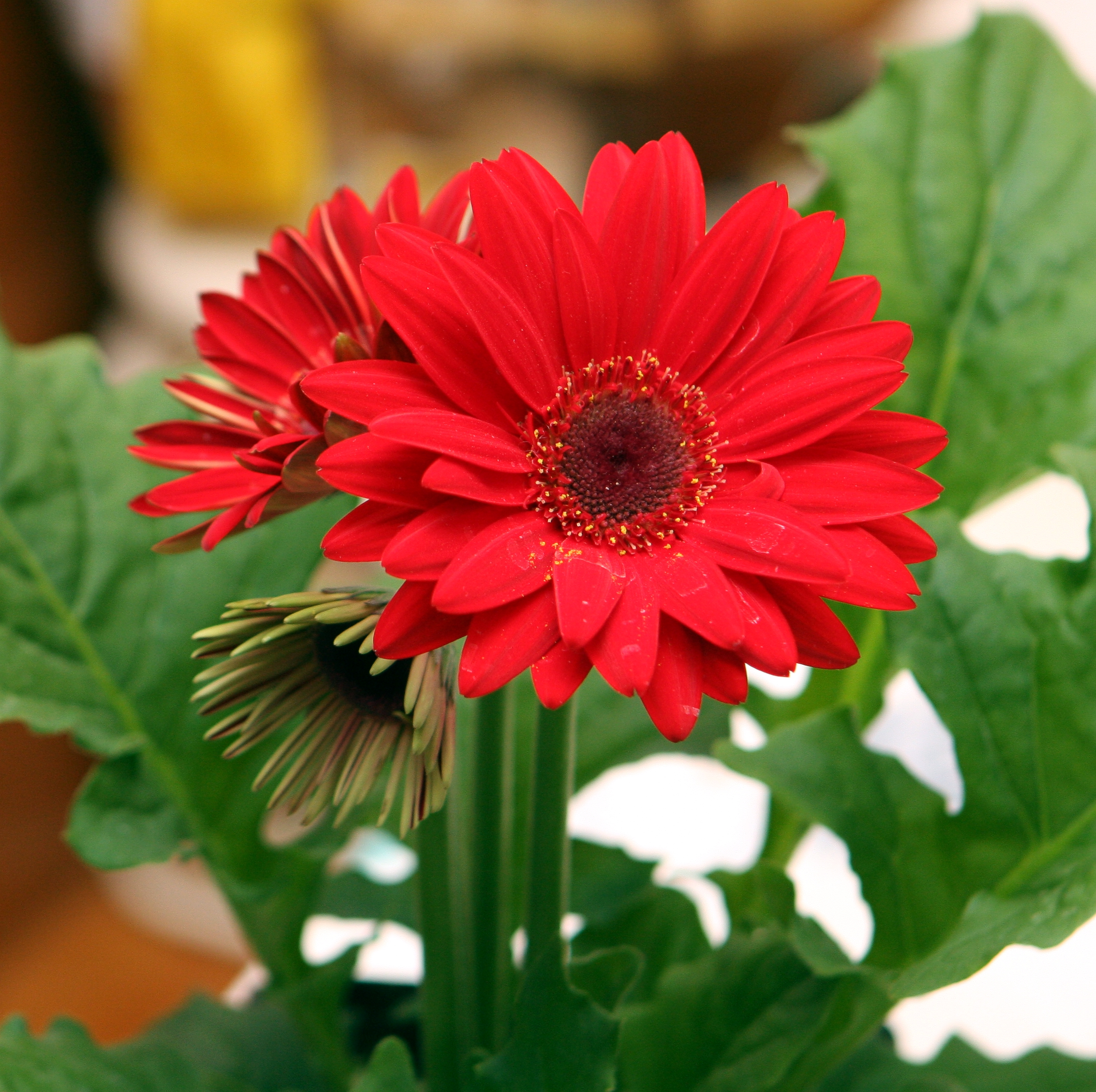
دیزی ژربرا قرمز
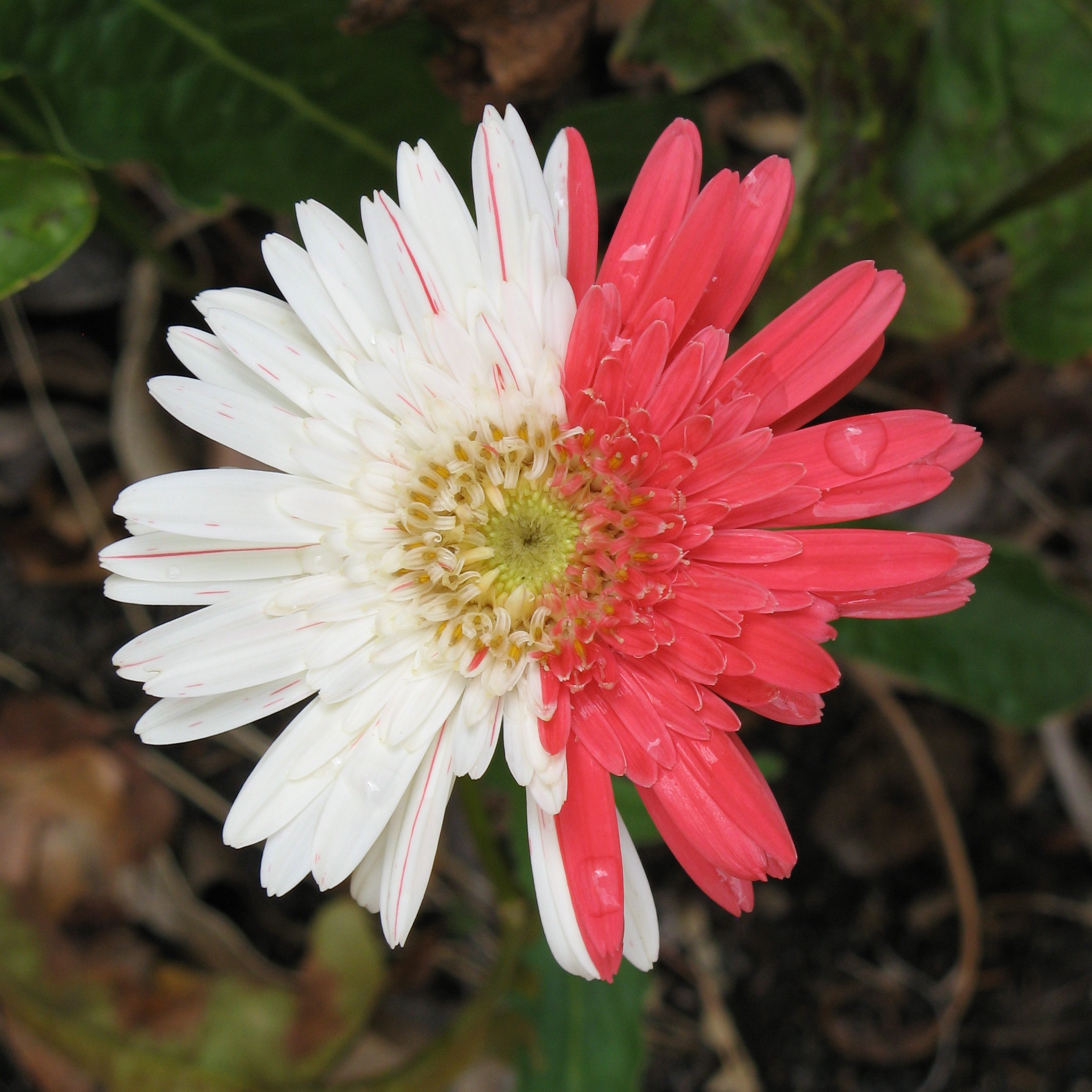
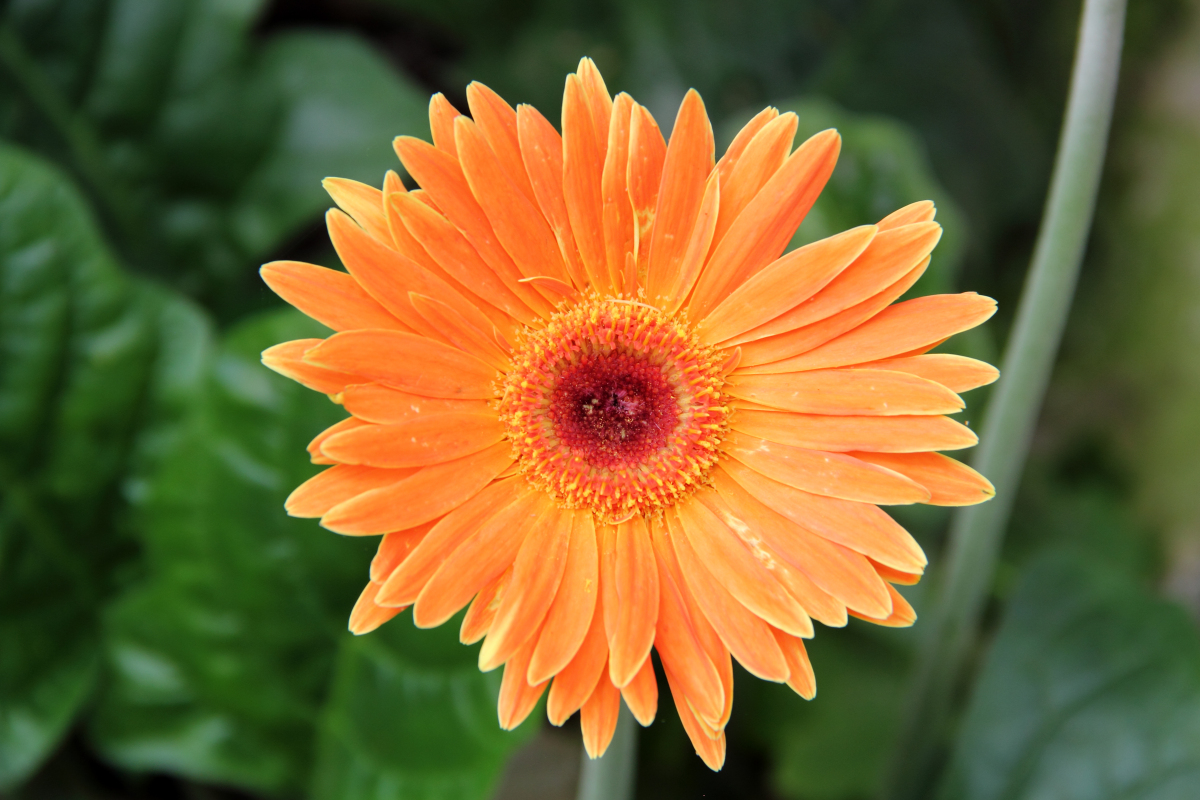